# Frank D’Arcy
Frank A. D’Arcy (* 8. Dezember 1946 in Liverpool; † 15. Juni 2024) war ein englischer Fußballspieler. Zumeist als linker Außenverteidiger eingesetzt, war er im erweiterten Kader des FC Everton, der 1970 die englische Meisterschaft gewann. Ein echter sportlicher Durchbruch blieb ihm dort jedoch ebenso verwehrt wie bei seinem folgenden Kurzgastspiel bei den Tranmere Rovers.

## Sportlicher Werdegang
Die kurze Profilaufbahn des Liverpooler „Eigengewächses“ begann in der Jugendabteilung des FC Everton. Dort absolvierte er nach seiner Beförderung in den Profikader im August 1964 in der Saison 1965/66 gegen Leeds United sein erstes Profiligaspiel. Die Partie endete mit einer 1:4-Niederlage und Trainer Harry Catterick hatte eine Woche vor dem wichtigen FA-Cup-Halbfinale gegen Manchester United seine „B-Mannschaft“ und konsequent keinen der elf Stammspieler aufs Feld gebracht. D’Arcy bekleidete dabei die linke Abwehrseite der „Toffees“ als Ersatz für Ray Wilson sowie den auf die rechte Seite gewechselten Sandy Brown. Auf seine nächsten Chancen wartete er als „Nummer 3“ auf dieser Position bis zur Spielzeit 1967/68, als er noch einmal vier Begegnungen absolvierte. Anschließend blieb seine Rolle zumeist auf die des Einwechselspielers beschränkt und auf dem Weg zum englischen Ligatitel 1970 kam er in dieser Funktion auf fünf Einsätze – davon zwei an den letzten beiden Ligaspieltagen, als die Meisterschaft bereits entschieden war. Zwei weitere Jahre später und ohne in der Saison 1971/72 in ein Pflichtspiel in der ersten Mannschaft bestritten zu haben, wechselte D’Arcy im Juli 1972 zu den nahegelegenen drittklassigen Tranmere Rovers.
In dem von Ron Yeats betreuten Team gelang ihm der sportliche Durchbruch jedoch ebenso wenig, wenngleich er in der Saison 1972/73 auf acht Ligapartien – zumeist im Mittelfeld agierend – kam. Dabei schoss er während des letzten Auftritts gegen den FC Brentford (6:2) sein erstes und einziges Tor als Profifußballer. Nach einem Jahr verließ D’Arcy Tranmere wieder und damit endete seine aktive Profikarriere. Später ging er dem Sport nur noch in den unteren Spielklassen bei kleinen Klubs wie Kirkby Town nach.

## Titel/Auszeichnungen
- FA Youth Cup (1): 1965